# Gottröra
Gottröra är kyrkbyn i Gottröra socken i Norrtälje kommun. Gottröra ligger längs riksväg 77 kring 35 kilometer från Norrtälje och kring 40 kilometer från Uppsala.
Orten är framför allt känd för en händelse den 27 december 1991, då ett SAS-passagerarflygplan tvingades nödlanda i Gottröra strax efter starten från Arlanda.

## Kommunikationer
- Busslinje 677 mot Uppsala och Knivsta västerut, och mot Rimbo och Norrtälje österut.
- Busslinje 646 från och till Rimbo via Närtuna, längs Närtunavägen och Uppsalavägen.